# Khabur
El riu Khabur (àrab: نهر الخابور, nahr al-Ḫābūr), també conegut com a Habor o Habur, és un riu de Síria, afluent del riu Eufrates, on desaigua, a Karkisiyya, més avall de la ciutat de Deir ez-Zor. Passa entre el Jàbal Abd-al-Aziz i les muntanyes de Sinjar. Els seus principals afluents són l'Aweidj, Dara, Djirdjib, Jaghjagh, Radd, Sawr i Zergan o Zargan (riu Mardin). Neix al sud-est de Turquia i té 320 km de llargada.
Històricament, la vall del Khabur va ser el centre de la cultura hurrita, especialment la ciutat de Nagar. Els hurrites van fundar diversos regnes a la zona, entre ells l'important regne de Mitanni. La Bíblia diu que els captius jueus que va fer Salmanassar V i que es va emportar cap a Mesopotàmia s'establiren a la riba d'aquest riu.
El riu va ser molt conegut a l'antiguitat clàssica. En parlen (i l'anomenen amb diferents noms): Plini el Vell (que l'anomena Chaborras), Claudi Ptolemeu (Χαβώρας 'Caboras'), Procopi (Chabura), Estrabó, Zòsim i Ammià Marcel·lí (Aborras, Ἀβόρρας), i Isidor de Carax (Aburas, Ἀβούρας). Tots els autors el descriuen com un riu molt important, i Ammià Marcelí diu que l'emperador Julià l'Apòstata el va travessar amb un pont de barques.
Modernament, la vall del Khabur forma una conca de 16.000 quilòmetres quadrats de terra cultivable. A més a més, al nord-est del riu hi ha la zona de major producció de petroli de Síria; això, juntament amb les diverses preses als afluents de l'Eufrates, converteix aquesta zona en essencial per al desenvolupament de l'estat sirià. Aquest riu és anomenat també Gran Khabur per distingir-lo del Petit Khabur.